# Riccardo Morandotti
Riccardo Morandotti (Milano, 18 settembre 1965) è un ex cestista italiano.

## Biografia
È cugino di primo grado del cestista Steven Adams – centro neozelandese della franchigia NBA dei [[Houston 
Rockets]] – e della pesista pluricampionessa olimpica e mondiale Valerie Adams.
Sua sorella Gabriella è una ex cestista. Riccardo è inoltre padre di Elia, nato nel 2005, aggregato come under alla rosa di Rinascita Basket Rimini per la stagione 2022-23.

## Carriera

### Giocatore

#### Club

Morandotti alla Virtus Bologna nei vittoriosi play-off scudetto 1994

Cresciuto nelle giovanili prima della Canottieri Milano e poi del Monkeys, sponsorizzato Banco Ambrosiano, passa in età juniores all'Auxilium Torino, nelle cui file debutta in Serie A1 nel 1982. Ottimo contropiedista e tiratore dalla media distanza, dotato di grande carisma (che lo porta presto a diventare capitano dell'Auxilium e beniamino della tifoseria) e ottime qualità tecniche e atletiche che gli consentono di essere efficace sia vicino che lontano da canestro, disputa delle ottime stagioni con la squadra torinese, che gli consentono di essere più volte convocato in Nazionale. Nel 1988-1989 i gialloblu retrocedono in Serie A2 nonostante la stagione di Morandotti da 22 punti di media. Rimane nella squadra piemontese fino alla stagione 1989-90.
Nel frattempo era stato anche scelto al 6º giro del draft NBA 1987, come 136ª scelta, dagli Atlanta Hawks, senza tuttavia mai giocare oltreoceano.
Dopo l'esperienza torinese, Morandotti gioca per un anno alla Scaligera di Verona contribuendo alla conquista della Coppa Italia, per poi passare alla Virtus Bologna. A Bologna Morandotti modifica in parte le proprie caratteristiche di gioco, passando da uno stile di realizzatore a uno più funzionale al gioco di squadra. Nel corso della sua prima annata con le vu nere è costretto a fermarsi a gennaio per un problema cardiaco, ma qualche mese dopo ottiene l'idoneità. Tra il campionato 1992-1993 e quello 1994-1995 vince tre scudetti consecutivi. Durante la stagione 1996-1997 viene mandato in prestito gratuito alla Pallacanestro Varese, con Enrico Ravaglia a fare il percorso inverso. Rientrato nel capoluogo emiliano, nel dicembre 1997 subisce un'operazione chirurgica per via di un infortunio al ginocchio ma l'intervento non produce gli effetti sperati, tanto da costringerlo ad un'assenza nei mesi a seguire, facendolo rimanere così fuori causa nelle fasi cruciali della cavalcata che porta i bianconeri a vincere l'Eurolega 1997-1998.
Per la stagione 1998-1999 si accorda con Roseto. Gioca solo tre partite di Serie A2 tra dicembre e gennaio, ma continua ad avvertire dolori al ginocchio. A febbraio decide così di lasciare la formazione abruzzese per scendere nel campionato di Promozione, dove gioca con il Cavour EmilCargo. Di fatto, nel giro di circa dieci mesi scende di sette categorie.
Quindi passa in B1 indossando le canotte prima di Ozzano e poi di Trapani. Dal gennaio 2001 gioca in C1 a Castel Guelfo, rimanendovi fino al 2005. Nel 2011 approda al San Crispino Basket, nel campionato di Promozione delle Marche.

#### Nazionale
Con la maglia della Nazionale Morandotti ha disputato i Campionati Europei 1987 e 1989.

### Dopo il ritiro
Nell'ultima parte della sua carriera da giocatore apre una casa editrice, la Riccardo Morandotti Editore s.r.l., che rimane in attività fino al 2008. Nel frattempo, nella stagione 2002-2003, torna alla Virtus Bologna nell'inedito ruolo di responsabile dei rapporti con la tifoseria.
Durante la prima parte della stagione 2009-2010, quando una cordata manifesta l'interesse per l'acquisto dei Crabs Rimini, Morandotti viene indicato come nuovo team manager, tuttavia il passaggio delle quote finisce per non concretizzarsi.
Nel corso della stagione 2011-2012 ricopre il ruolo di direttore marketing della Sutor Montegranaro, che all'epoca militava in Serie A.

## Palmarès
- Campionato italiano: 4

Virtus Bologna: 1992-93, 1993-94, 1994-95, 1997-98
- Coppa Italia: 1

Scaligera: 1991
- Supercoppa italiana: 1

Virtus Bologna: 1995
- Coppa dei Campioni: 1

Virtus Bologna: 1997-98